# جواز سفر عراقي
جواز السفر العراقي، هو وثيقة سفر لمواطني جمهورية العراق يتيح السفر لبلدان العالم الاخرى، كتبت محتويات الجواز بثلاثة لغات: اللغة العربية واللغة الكردية واللغة الإنجليزية.

## الغلاف الخارجي للجواز والمحتويات
كتب على الغلاف الخارجي للجواز العراقي باللغات العربية و الكردية والإنجليزية ما يلي:
- جمهورية العراق، كۆمارى عێراق، Republic of Iraq
- جواز سفر، پاسپۆرت، Passport

يظهر على الغلاف الخارجي للجواز أيضا شعار العراق و علامة المعلومات البايومترية .
الصفحة الاولى تحمل البيانات الشخصية، ويتألف الجواز من 48 صفحة للتأشيرات، تحمل معالم تاريخية عراقية من حضارة بلاد الرافدين.

## صفحة البيانات
يتضمن جواز السفر العراقي الحقول التالية في صفحة بيانات البولي كربونات:
- صورة لحامل جواز السفر (مطبوع على الجزء العلوي منها شعار جمهوية العراق هولوغرافي مدمج)

- نوع الجواز | كود (IRQ) | رقم جواز السفر

- الاسم الثلاثي
- اللقب
- الجنسية
- تاريخ الميلاد (dd.mm.yyyy)
- الجنس (ذكر / أنثى)
- مكان الميلاد: (المحافظة)
- اسم الام
- تاريخ الاصدار
- جهة الاصدار
- تاريخ النفاذ
- توقيع حامل الجواز

الجزء السفلي من صفحة البيانات هو المنطقة التي يمكن قراءتها آليًا.

## الجواز الالكتروني العراقي
يتم إصدار جواز سفر للمواطنين العراقيين من العراق للسفر الدولي، بدأ إصدار جديد «سلسلة» من جوازات السفر البايومترية (الإلكترونية) اعتبارا من 9\1\2023.
يتميز الجواز البايومتري العراقي بحمله للمعلومات الحيوية لحامله من ابعاد الوجه، بصمات الأصابع وقزحية العين، وموثق لدى منظمة الطيران المدني الدولي (ICAO9303) حصل الجواز العراقي على المرتبة الأولى عالميا كأفضل نظام الكتروني متطور ومتكامل لسنة 2023 حسب تصنيف منصة مندكس العالمية

### متطلبات الاصدار
- هوية البطاقة الوطنية فقط (علماً بأن ملئ الإستمارة يكون من خلال موقع دائرة الجوازات او التطبيق الالكتروني (الجواز العراقي الالكتروني) على الإنترنت).

يكون تسليم الجواز نصف ساعة تقريباً دائرة الجوازات في أي فرع من فروعها المنتشرة في المحافظات العراقية، أو من احدى القنصليات العراقية للمواطنين المقيمين خارج القطر، في كل من (مصر، تركيا، الأردن، لبنان، الكويت)
- الرسوم هي 25.000 دينار عراقي رسم سيادي تُدفع الكترونيا او من خلال احد المصارف العراقية، بالأضافة لمبلغ 66.000 دينار عراقي رسوم خدمة.

## التنقل بحرية لحاملي الجواز العراقي

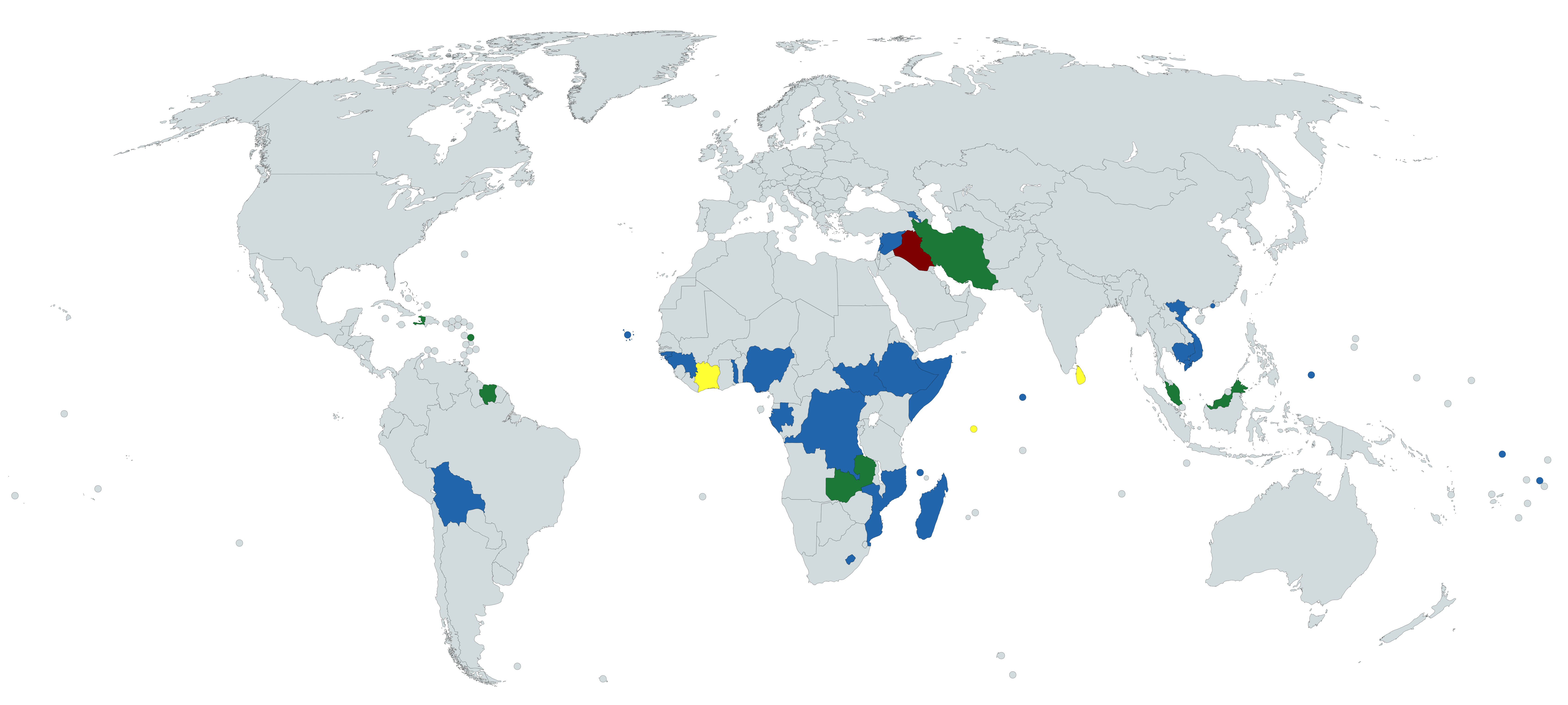
حرية التنقل لحامل جواز سفر عراقي
العراق
التأشيرة غير مطلوبة
تأشيرة عند الوصول او تأشيرة الكترونية
تصريح الكتروني
التأشيرة مطلوبة قبل الوصول

عدد الدول التي تسمح لحامل الجواز العراقي بالدخول (43) دولة منها دون تأشيرة مسبقة هي فقط (7) دول بالاضافة الى (35) دولة تمنح التأشيرة عند الوصول و (3) تمنح التأشيرة الإلكترونية أو تأشيرة الدخول الإلكترونية أو تصريح السفر الإلكتروني (e-Visa) بينما يحتاج حامل جواز السفر العراقي لتأشيرة دخول مسبقة (فيزا) ل 154 دولة، وبذلك يحتل الجواز العراقي المرتبة 96 على مستوى العالم من بين 198 دولة مشمولة بالتصنيف.

### 2023
حصل مشروع الجواز العراقي الالكتروني والفيزا الالكترونية على المرتبة الاولى عالميا كأفضل مشروع الكتروني متكامل لعام 2023 خلال تقييم أجرته منصة مندكس العالمية
احتل جواز السفر العراقي مرتبة متدنية في التصنيف العالمي لجوازات السفر في حرية التنقل لحامله، وتعمل الحكومة العراقية على اتخاذ خطوات من شأنها رفع التصنيف العالمي للجواز العراقي.

## معرض صور

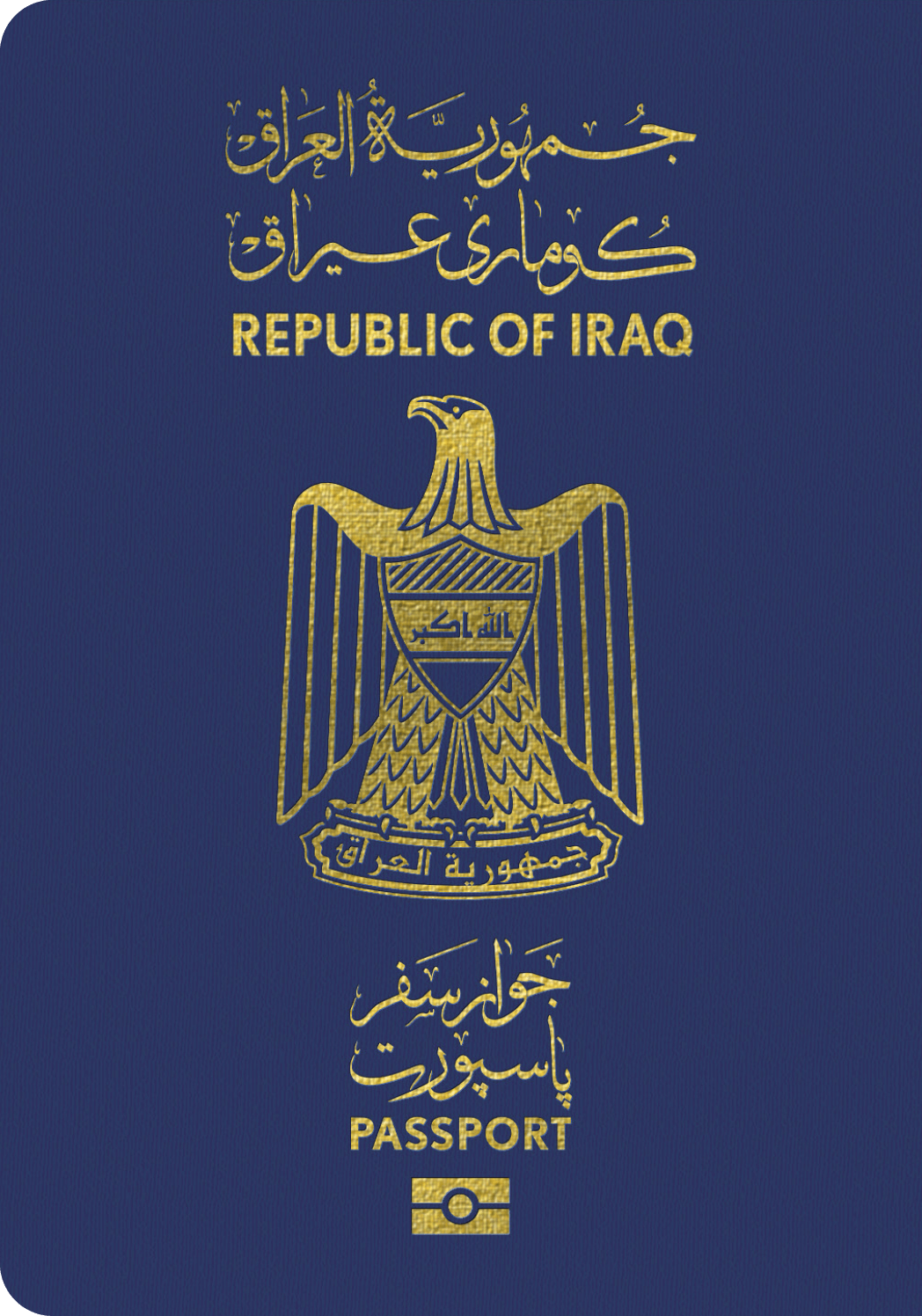
جواز سفر عراقي
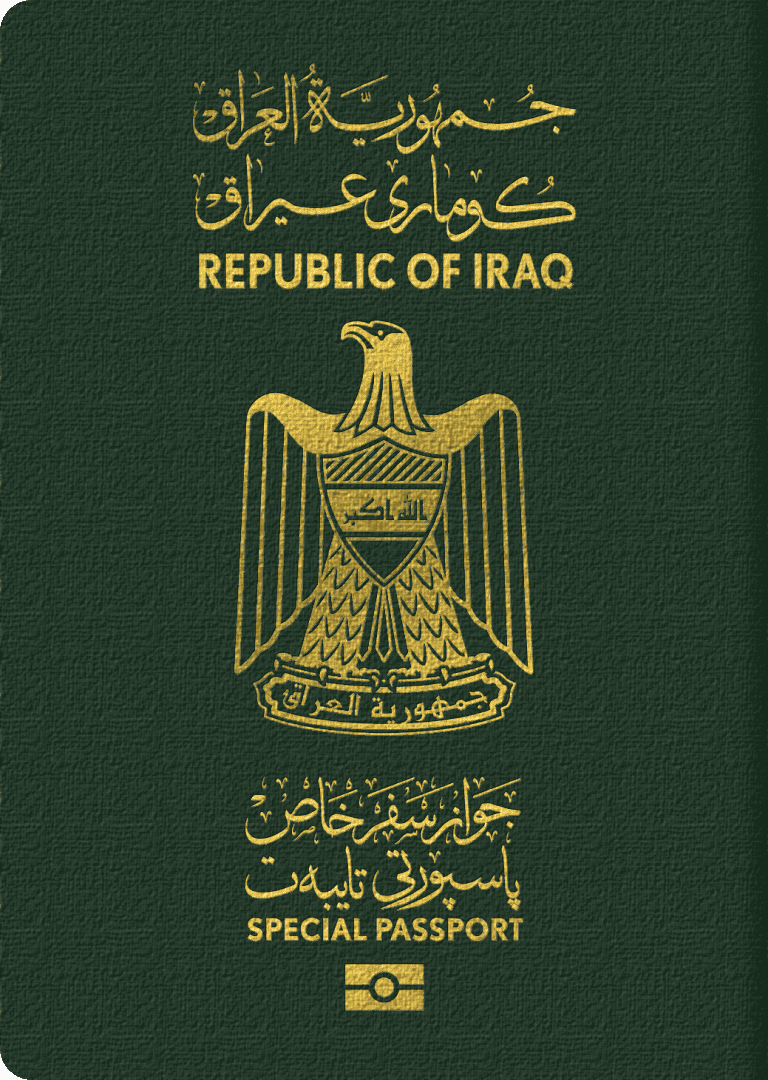
جواز سفر عراقي خاص
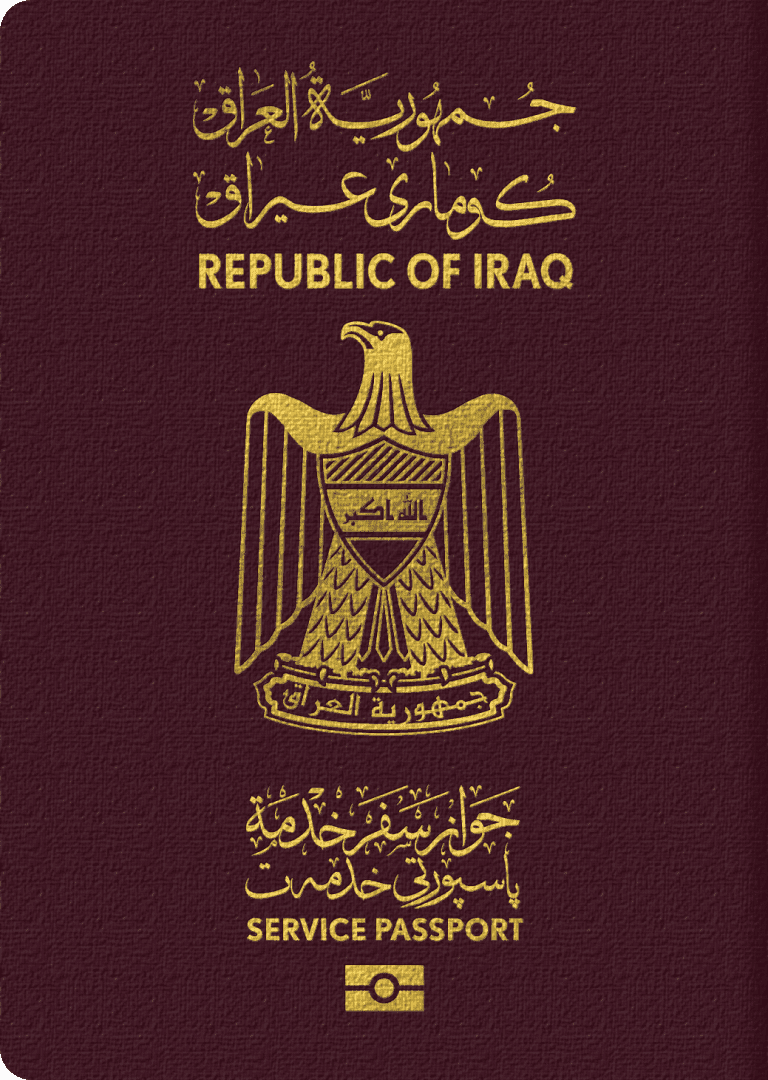
جواز سفر عراقي خدمة
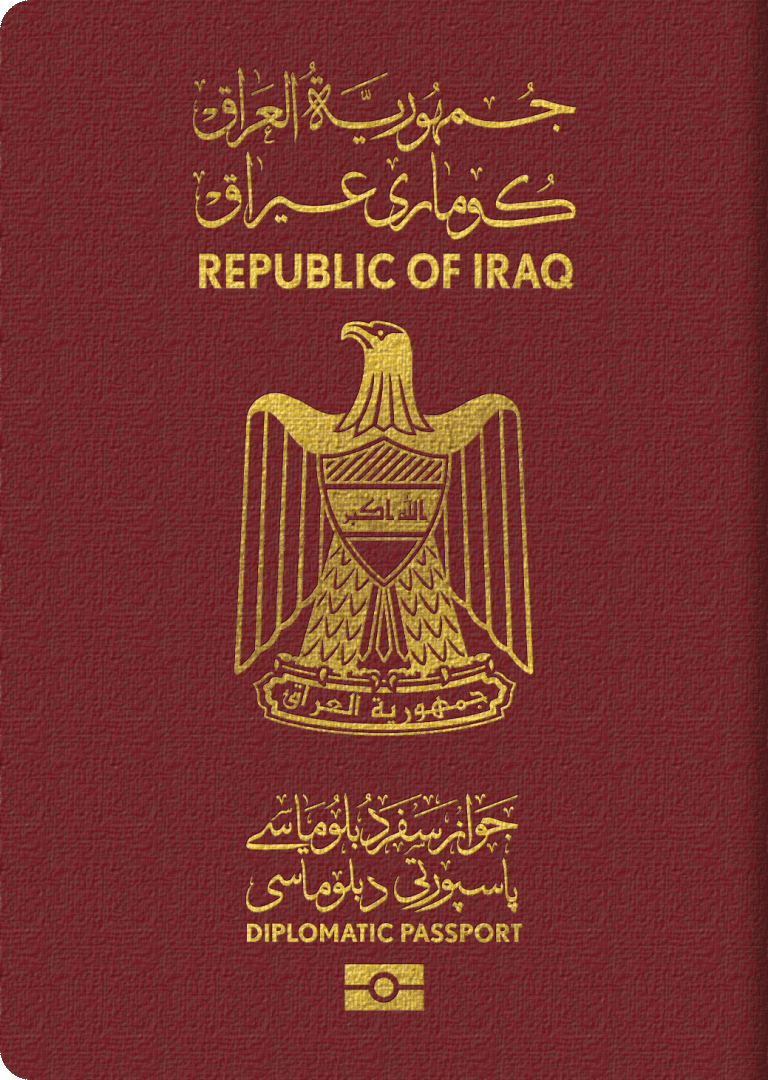
جواز سفر عراقي دبلوماسي

## معرض صور للنسخ السابقة

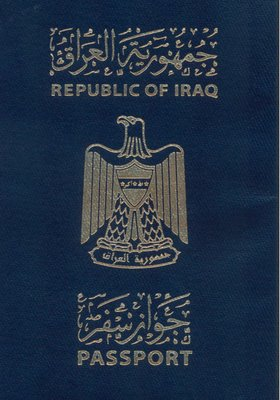
إحدى نسخ جواز السفر العراقي
صورة الجواز العراقي عام 1997
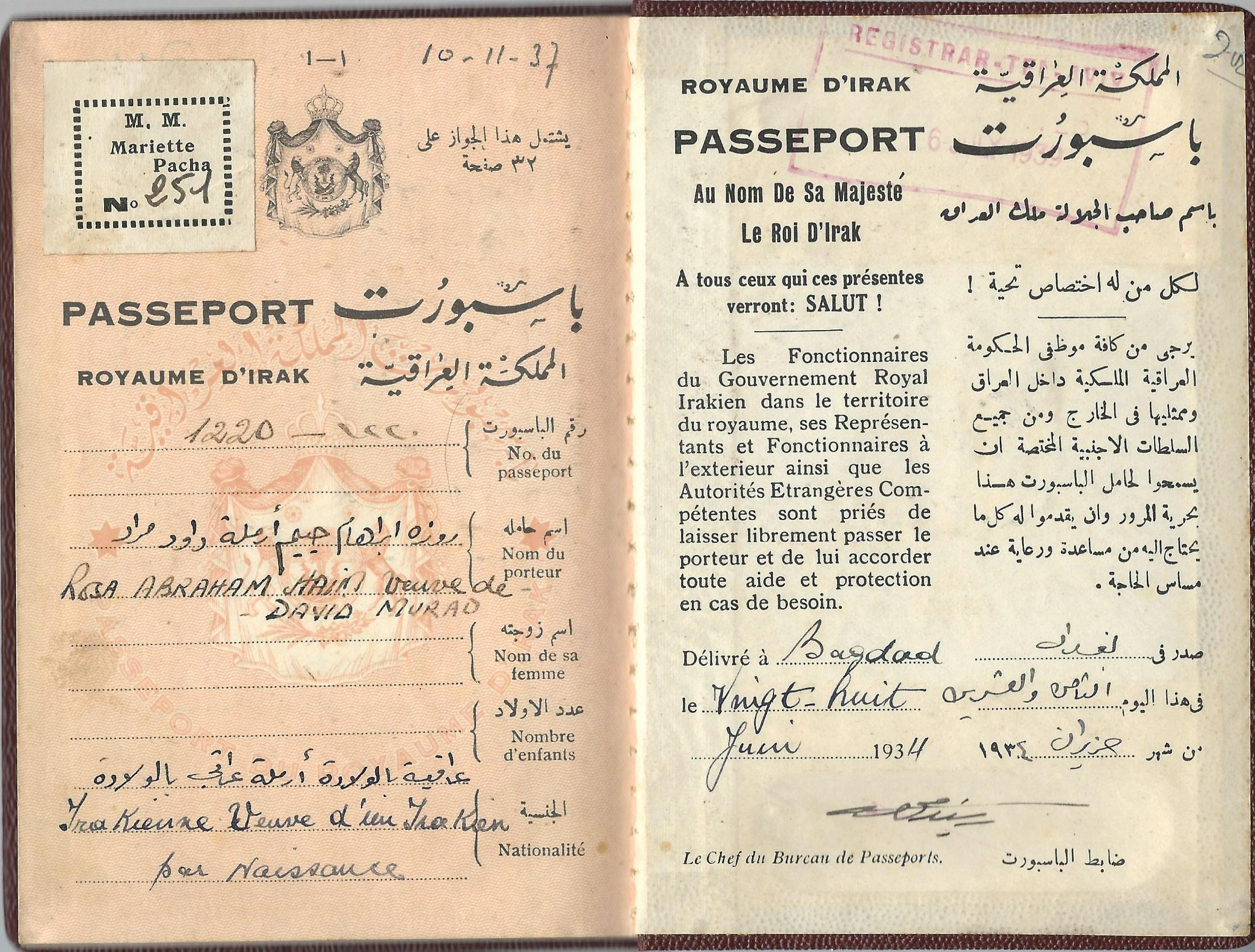
جواز سفر عراقي مستخدم في الفترة الملكية 1934 - 1939

## اقرأ أيضا
- البطاقة الوطنية (العراق)
- متطلبات الحصول على تأشيرة للمواطنين العراقيين